# Cashel Man
Als Cashel Man werden die Reste einer frühbronzezeitlichen Moorleiche bezeichnet, die 2011 beim Torfabbau im Moor Cúl na Móna nahe der irischen Siedlung Cashel (irisch An Caiseal) im County Laois gefunden wurden.

## Fund
Das Hochmoor Cashel Bog liegt etwa fünfeinhalb Kilometer südlich von Portlaoise in der zentralirischen Grafschaft Laois und befindet sich im Besitz der Bord na Móna. Quer durch das Moor verläuft von Nordost nach Südwest die Grenze der historischen Baronien Maryborough West und Cullenagh. Die der Fundstelle nächstliegende Gemeinde ist Cashel. Südlich des Moores erheben sich die Ausläufer der die weitere Landschaft dominierenden Cullenagh Mountains. Das Moor wird bereits seit langem zum Torfabbau genutzt, wobei bereits mehrfach archäologische Funde zu Tage traten, darunter drei kupferne Äxte und Axtrohlinge aus dem Jungneolithikum. Die Leiche wurde im Torfboden der Abbaufläche entdeckt, nachdem sie dort von der Torfabbaumaschine teilweise aus dem Torf herausgefräst worden war. Zunächst waren nur die beiden Beine sichtbar. Bei dem Körper wurden zwei Haselstangen gefunden, die in einem Winkel von 30° und 62° im Boden steckten und sich höchstwahrscheinlich über dem Körper des Toten kreuzten. In einer fünftägigen Grabung wurde der Fund durch Archäologen des Irischen Nationalmuseums geborgen. Der Körper ist von den Schultern abwärts erhalten, wohingegen sein Kopf, Hals, Teile des Brustkorbes und der linke Arm durch die Torffräse vom Torso getrennt, zerhäckselt und weit verlagert wurden. Bei Nachgrabungen konnten zahlreiche verlagerte Teile des Kopfes mit den kurz geschnittenen Haaren, Zähne, Haut, Rippen, Wirbel und Schlüsselbeine aus dem abgebauten Torf geborgen werden. Zur wissenschaftlichen Bearbeitung und weiteren Konservierung wurde der Fund in das Irische Nationalmuseum nach Dublin gebracht.
Fundort: 52° 58′ 37,8″ N, 7° 18′ 47,4″ W

## Befunde
Bis zum Fund der Moorleiche waren bereits etwa zwei Meter Torf oberhalb der Leiche abgebaut worden. Der Tote lag mit sehr eng angewinkelten Beinen auf seiner rechten Seite in Nord-Süd-Richtung, mit dem Kopf in Richtung Süden, beide Arme lagen unterhalb des Körpers. Die Haut der Leiche war außerordentlich gut erhalten und umschloss die stärker vergangenen inneren Körperteile wie ein Sack. Ein paar Schädelfragmente und der Unterkiefer wurden innerhalb der offenen, mit braunem Torf angefüllten Hauthülle des offenen Brustkorbs gefunden. Weitere anthropologische Untersuchungen ergaben, dass es sich bei der Leiche um die Überreste eines höchstwahrscheinlich männlichen und jungen Menschen handelt. Der Rücken des Mannes weist einige Wunden auf und die computertomographische Untersuchung ergab einen zweifachen Bruch seiner Wirbelsäule und seines rechten Armes durch einen scharfen Gegenstand, beispielsweise eine Axt. Diese Verletzungen muss er kurz vor oder nach seinem Tod erlitten haben. Die Radiokohlenstoffdatierung von Proben aus dem Körper des Mannes ergab ein Sterbedatum im Zeitraum um 2141 bis 1960 vor Chr., was durch eine Probe aus einer Haselrute mit einem Alter von 2033 bis 1888 vor Chr. bestätigt werden konnte. Proben aus dem Torfblock, der die Leiche umschloss, ergaben eine Datierung auf etwa 3500 vor Chr. auf der Unterseite, während der Torf auf der Oberseite in die Zeit um 2000 vor Chr. datiert wurde, was die Datierung des Körpers zusätzlich bestätigt.

## Deutung
Die Todesumstände und -ursache sind derzeit noch Gegenstand wissenschaftlicher Untersuchungen. Eamonn Kelly, Kurator des Irischen Nationalmuseums, geht von einem gewaltsamen Tod mit rituellem Hintergrund (Menschenopfer) und einer Niederlegung der Leiche im Moor aus. Er stützt seine Theorie auf die Lage der Leiche im Moor, deren Verletzungen und die mitgefundenen Weidenstangen, mit denen die Leiche in einer Schlenke unter Wasser gehalten wurde. Außerdem liegt die Fundstelle der Leiche nach Kelly an einer historischen Herrschaftsgrenze, was auch bei mehreren anderen rituell niedergelegten Moorleichen in Irland beobachtet wurde. Gemäß Kelly ist der Cashel Man die europaweit älteste Moorleiche mit Weichteilerhaltung und der gepflegte Eindruck seiner Fingernägel und Hände veranlasst Kelly zur Vermutung, dass es sich bei dem Mann möglicherweise um einen lokalen Kleinkönig oder Häuptling handelte, der Opfer eines Ritualmordes wurde.